# Krautostheim

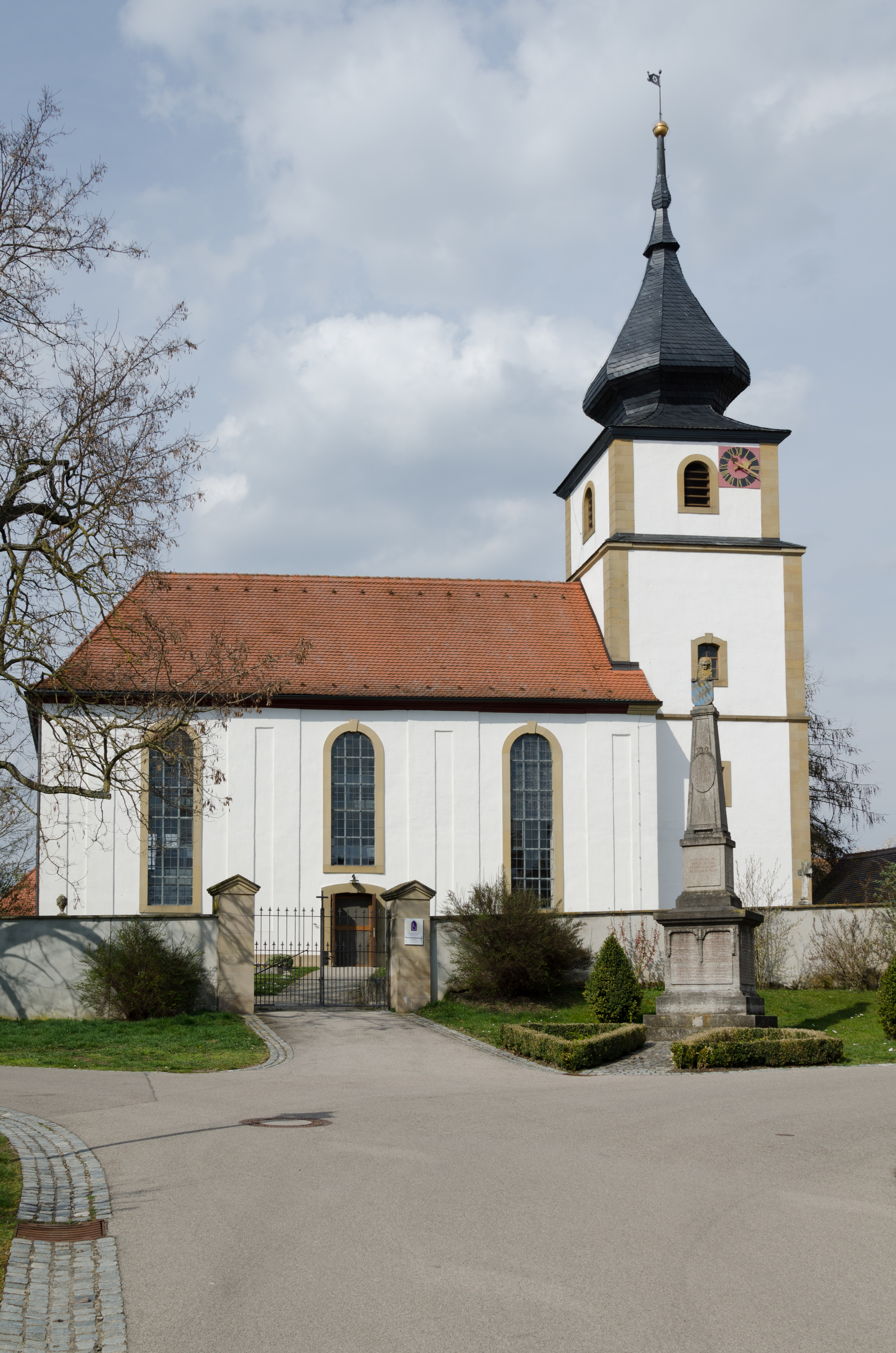
Johanneskirche

Krautostheim (fränkisch: (Graud)Osda) ist ein Gemeindeteil des Marktes Sugenheim im Landkreis Neustadt an der Aisch-Bad Windsheim (Mittelfranken, Bayern). Die Gemarkung Krautostheim hat eine Fläche von 5,596 km². Sie ist in 766 Flurstücke aufgeteilt, die eine durchschnittliche Fläche von 7305,38 m² haben. In ihr liegt neben dem namensgebenden Ort der Gemeindeteil Modelsmühle.

## Geografische Lage
Das Pfarrdorf liegt am Quellenbach und am Ehebach und ist von Acker- und Grünflächen umgeben. Die Staatsstraße 2256 führt an der Modelsmühle vorbei nach Deutenheim (2,6 km nordöstlich) bzw. nach Herbolzheim (3,3 km südwestlich). Die Kreisstraße NEA 32 führt nach Ingolstadt (3 km südlich). Die Kreisstraße NEA 33 führt nach Markt Nordheim (2,4 km südöstlich). Eine Gemeindeverbindungsstraße führt nach Humprechtsau zur Kreisstraße NEA 35 (2,3 km südlich).

## Geschichte
Der Ort wurde wahrscheinlich 816 als „Ostheim“ erstmals urkundlich erwähnt im Zusammenhang mit der Gründungsausstattung des Klosters Megingaudshausen. 1372 und später sind Formen mit dem Zusatz ‚Kraut-‘ bezeugt. Der ursprüngliche Ortsname ist eine Lagebezeichnung, die sich möglicherweise auf Herbolzheim als Zentrum eines Verwaltungsgebietes bezieht. Der Zusatz verweist auf Krautanbau, der in großem Maßstab bis in die Gegenwart hinein betrieben wird.
Krautostheim lag im Fraischbezirk des würzburgischen Amtes Bibart.
Im Jahre 1806 kam Krautostheim zum Königreich Bayern. Im Rahmen des Gemeindeedikts (frühes 19. Jahrhundert) wurde Krautostheim dem Steuerdistrikt Herbolzheim zugeordnet. Mit dem Zweiten Gemeindeedikt (1818) entstand die Ruralgemeinde Krautostheim, zu der Modelsmühle gehörte. Sie war in Verwaltung und Gerichtsbarkeit dem Herrschaftsgericht Hohenlandsberg zugeordnet und in der Finanzverwaltung dem Rentamt Iphofen. Ab 1850 gehörte Krautostheim zum Landgericht Markt Bibart. Ab 1862 war das Bezirksamt Scheinfeld für die Verwaltung (1939 in Landkreis Scheinfeld umbenannt) und ab 1879 das Rentamt Markt Bibart für die Finanzverwaltung zuständig (1919–1929: Finanzamt Markt Bibart, von 1929 bis 1972: Finanzamt Neustadt an der Aisch, seit 1972: Finanzamt Uffenheim). Die Gerichtsbarkeit blieb bis 1879 beim Landgericht Markt Bibart, von 1880 bis 1973 war das Amtsgericht Scheinfeld zuständig, seitdem ist es das Amtsgericht Neustadt an der Aisch. 1964 hatte die Gemeinde eine Gebietsfläche von 5,600 km². Am 1. Januar 1972 wurde Krautostheim im Zuge der Gebietsreform in Bayern nach Sugenheim eingemeindet.

### Baudenkmäler
In Krautostheim gibt es sieben Baudenkmäler:
- St. Johannes, evangelisch-lutherische Kirche mit Friedhof und Kirchhofmauer
- Häuser Nr. 25, 28, 53 und 71: Wohnstallhäuser
- Haus Nr. 44: Ehemalige Mühle mit Wohnhaus, Scheune und Hofeinfriedung
- Haus Nr. 49: Gasthaus Krone

ehemalige Baudenkmäler
Bis in die 1960er Jahre waren zahlreiche, weitere Privathäuser in der Denkmalliste aufgeführt.

### Bodendenkmäler
In der Gemarkung Krautostheim gibt es ein Bodendenkmal.

### Einwohnerentwicklung
Gemeinde Krautostheim
| Jahr      | 1818  | 1840   | 1852   | 1855   | 1861   | 1867   | 1871   | 1875   | 1880   | 1885   | 1890   | 1895   | 1900   | 1905   | 1910   | 1919   | 1925   | 1933   | 1939   | 1946   | 1950   | 1952   | 1961   | 1970   |
| Einwohner | 322   | 357    | 360    | 348    | 324    | 341    | 361    | 371    | 368    | 389    | 384    | 351    | 376    | 361    | 361    | 331    | 319    | 294    | 269    | 447    | 440    | 401    | 309    | 264    |
| Häuser    | 90    | 71     |        |        |        |        | 69     |        |        | 71     | 73     |        | 73     |        |        |        | 71     |        |        |        | 69     |        | 66     |        |
| Quelle    | [ 9 ] | [ 17 ] | [ 18 ] | [ 18 ] | [ 19 ] | [ 20 ] | [ 21 ] | [ 22 ] | [ 23 ] | [ 24 ] | [ 25 ] | [ 18 ] | [ 26 ] | [ 18 ] | [ 27 ] | [ 18 ] | [ 28 ] | [ 18 ] | [ 18 ] | [ 18 ] | [ 29 ] | [ 18 ] | [ 11 ] | [ 30 ] |

Ort Krautostheim
| Jahr      | 001818 | 001840 | 001861 | 001871 | 001885 | 001900 | 001925 | 001950 | 001961 | 001970 | 001987 | 002014 |
| Einwohner | *322   | 350    | *324   | 352    | 380    | 369    | 309    | 429    | 305    | 257    | 224    | *240   |
| Häuser    | *90    | 70     |        |        | 70     | 72     | 70     | 68     | 65     |        | 61     |        |
| Quelle    | [ 9 ]  | [ 17 ] | [ 19 ] | [ 21 ] | [ 24 ] | [ 26 ] | [ 28 ] | [ 29 ] | [ 11 ] | [ 30 ] | [ 31 ] | [ 1 ]  |

## Religion
Krautostheim ist Sitz der Pfarrei St. Johannes, die seit der Reformation evangelisch-lutherisch ist.